# Jil Silberstein
Jil Silberstein (ur. 17 grudnia 1948 w Paryżu) – szwajcarski poeta, eseista, krytyk literacki i tłumacz literatury pięknej. Mieszka w Szwajcarii.

## Twórczość

### Poezje
- Ni vouloir de chair (L'Age d'Homme 1976)
- Le judas (L'Age d'Homme 1980)
- Pharmacie de l'Ange (L'Age d'Homme 1983)
- Sur la mort commune et haïssable (Le temps qu'il fait 1993)
- Exacerber l'Instant (L'Age d'Homme 1999)

### Kroniki
- Le visage de l'homme (Le temps qu'il fait 1988)
- Les métiers de la rue (fotografie Jean Mohr; Favre 1990)
- Roumanie, prison des âmes (Le temps qu'il fait 1991)
- INNU, A la rencontre des Montagnais du Québec-Labrador (Albin Michel 1998)
- Kali'na, une famille de guyane française (Albin Michel 2002)
- Les métiers de la rue (L'Age d'Homme 2004)
- La neuvième merveille (L'Age d'Homme 2007)

### Eseje
- La promesse et le pardon (L'Age d'Homme 1986)
- Promenade avec Palézieux (Galerie Ditesheim 1987)
- H.J. Breustedt, Métamorphoses et méditations (Vie Art Cité 1989)
- Hesselbarth, une souffrance... (Alliance culturelle romande 1990)
- Lumières de Joseph Czapski (Les Éditions Noir sur Blanc 2003; wydanie polskie: Józef Czapski. Tumult i olśnienia, przekł. Anna Michalska, Les Éditions Noir sur Blanc 2004, ISBN 83-7392-046-3).
- Sophocle et les tristes sires (L'Age d'Homme 2003)

## Przekłady
- Georg Trakl, Hymnes à la nuit (L'Age d'Homme 1979)
- Czesław Miłosz Enfant d'Europe (L'Age d'Homme 1980)
- Youri Galanskov, Le Manifeste humain (wespół z W. Bukowskim, N. Gorbaniewską, A. Ginzbourg, E. Kuzniecowem; L'Age d'Homme 1982)
- Thomas Edward Lawrence, Men in Print (La Table Ronde 1988)